# Floarea soarelui cu conținut ridicat de acid oleic
Floarea soarelui cu conținut ridicat de acid oleic (sau floarea soarelui hiperoleică (HO)) este o denumire generică dată unor soiuri de floarea-soarelui care sunt bogate în acid oleic,  respectiv, cele care au un conținut de circa 75-93% acizi grași (trigliceride). Aceste soiuri, cultivate în prezent în mod convențional, provin de la un mutant găsit în Rusia. Soiurile cu această caracteristică nu au fost concepute genetic.

## Istoric și utilizare
De la mijlocul anilor 90, există o tendință majoră de cultivare a acestor soiuri în Europa. În Germania și Franța, se cultivă hibrizi cu până la 93% acid oleic. Uleiul din soiurile de 75-90% acid oleic este utilizat în principal în dieta umană. Datorită conținutului ridicat de acizi grași mononesaturați, acidul oleic (C 18: 1) și proporția redusă de acizi grași polinesaturați, acest ulei se caracterizează printr-o rezistență și stabilitate foarte bună la temperaturi ridicate și oxidare. Prin urmare, este foarte potrivit pentru mâncărurile calde, prăjire. Durata de viață a uleiului high oleic în friteuză este în mod semnificativ mărită, practic nu se mai arde și nu mai râncezește.
Uleiul din hibrizi cu mai mult de 90% acid oleic este utilizat în principal în domeniul tehnic al industriei chimice și cosmetice. Datorita oxidării și a căldurii extrem de ridicate, este deosebit de potrivit pentru producția de lubrifianți. Uleiurile hidraulice și uleiurile speciale obținute din uleiurile HO sunt în mod clar superioare celor mai multe produse pe bază de uleiuri minerale comparabile. De asemenea, în industria cosmetică, uleiul de floarea-soarelui cu conținut ridicat de acid oleic găsește în multe produse de înaltă calitate.

## Exemple de acizi grași în trigliceride
Model de floarea soarelui high oleic în anii 80
 
Model de ulei high oleic în anii 80

| Acid palmitic | (C 16:0) | 6,8 %   |
| Acid stearic  | (C 18:0) | 3,5 %   |
| Acid oleic    | (C 18:1) | 85,1 %  |
| Acid linoleic | (C 18:2) | 3,9 %   |
| Altele        |          | < 0,7 % |

Model de floarea soarelui high oleic în anii 90

Model de ulei high oleic în anii 90

| Acid palmitic | (C 16:0) | 3,5 %   |
| Acid stearic  | (C 18:0) | 1,5 %   |
| Acid oleic    | (C 18:1) | 92,3 %  |
| Acid linoleic | (C 18:2) | 1,9 %   |
| Altele        |          | < 0,8 % |

## Legături externe
- Primul ulei high oleic din floarea soarelui obținut prin presare la rece. (high-oleic.eu)